# Haydn Gwynne
Haydn Gwynne (Hurstpierpoint, 5 ottobre 1957 – Londra, 20 ottobre 2023) è stata un'attrice e cantante britannica, attiva in campo teatrale, cinematografico e televisivo.

## Biografia
Figlia di Guy Thomas Hayden-Gwynne, Haydn Gwynne ha studiato sociologia all'Università di Nottingham e, dopo la laurea, si è trasferita a Roma, dove ha vissuto cinque anni insegnando inglese come seconda lingua prima privatamente e poi nel dipartimento di lingue dell'Università La Sapienza. Al suo ritorno nel Regno Unito, Gwynne cominciò a recitare e fece il suo debutto sulle scene nel 1984 nella pièce His Monkey Wife di Sandy Wilson per la regia di Alan Ayckbourn, in scena al Stephen Joseph Theatre di Scarborough.
Gwynne è nota soprattutto per aver interpretato Mrs. Wilkinson nella produzione originale di Londra e Broadway di Billy Elliot the Musical, per cui ha vinto il Drama Desk Award ed è stata nominata al Laurence Olivier Award alla migliore attrice in un musical e al Tony Award alla miglior attrice non protagonista in un musical. Ha recitato in altri musical, tra cui Ziegfeld Follies, A Little Night Music, City of Angels, L'opera da tre soldi e Women on the Verge of a Nervous Breakdown e in alcune opere di prosa come Riccardo III con Kevin Spacey e The Audience con Helen Mirren. Per City of Angels e Women on the Verge è stata nuovamente candidata al Laurence Olivier Award per la migliore attrice non protagonista in un musical. Nel 2016 recita al National Theatre in un revival dell'Opera da tre soldi con Rory Kinnear e per la sua performance viene candidata al suo quarto Laurence Olivier Award, alla miglior attrice non protagonista in un musical. Nel 2016 e nel 2017 recita nella produzione della Royal Shakespeare Company di Coriolano, in scena a Stratford-upon-Avon e Londra. Nel 2023 recita per l'ultima volta sulle scene londinesi in When Winston Went to War with the Wireless alla Donmar Warehouse, vincendo il Laurence Olivier Award alla miglior attrice non protagonista nel 2024 per la sua interpretazione nel ruolo di Stanley Baldwin.
Ha avuto una lunga relazione con lo psicoanalista Jason Phipps e la coppia ha avuto due figli. È morta di cancro nel 2023 all'età di 66 anni.

## Filmografia parziale

### Cinema
- Remember Me?, regia di Nick Hurran (1997)
- La Bella e la Bestia (Beauty and the Beast), regia di Bill Condon (2017)

### Televisione
- Peak Practice – serie TV, 25 episodi (1999-2000)
- Dalziel and Pascoe – serie TV, 2 episodi (2005)
- Absolute Power – serie TV, 1 episodio (2007)
- Roma – serie TV, 5 episodi (2005-2007)
- Lewis – serie TV, 1 episodio (2008)
- Poirot (Agatha Christie's Poirot) – serie TV, episodi 3x10-11x03 (1991-2008)
- Sherlock – serie TV, episodio 1x03 (2010)
- New Tricks - Nuove tracce per vecchie volpi (New Tricks) – serie TV, 1 episodio (2010)
- L'ispettore Barnaby (Midsomer Murders) – serie TV, episodi 7x07-14x02 (2004-2011)
- Testimoni silenziosi (Silent Witness) – serie TV, 2 episodi (2014)
- Delitti in Paradiso (Death in Paradise) – serie TV, episodio 3x05 (2014)
- Law & Order: UK – serie TV, 1 episodio (2014)
- Ripper Street – serie TV, 1 episodio (2014)
- Padre Brown (Father Brown) – serie TV, episodio 3x05 (2015)
- The Windsors – serie TV, 20 episodi (2016-2023)
- The Crown – serie TV, 1 episodio (2022)

## Teatrografia parziale
- His Monkey Wife di Sandy Wilson, regia di Alan Ayckbourn. Stephen Joseph Theatre di Scarborough (1984)
- Bluebird of Unhappiness di John Lahr, regia di Braham Murray. Royal Exchange di Manchester (1987)
- The Cabinet Minister di Arthur Wing Pinero, regia di Braham Murray. Royal Exchange di Manchester (1987)
- Ziegfield, musiche di Irving Berlin, Noël Coward, Oscar Hammerstein II, Jerome Kern. London Palladium di Londra (1988)
- Hedda Gabler di Henrik Ibsen, regia di Romy Baskerville. Bolton Octagon di Bolton (1990)
- La via del mondo di William Congreve, regia di Richard Cheshire. Theatre Royal di Northampton (1991)
- The Recruting Officer di George Farquhar, regia di Braham Murray. Royal Exchange di Manchester (1992)
- City of Angels, musiche di Cy Coleman, versi di David Zippel, libretto di Larry Gelbart, regia di Michael Blakemore. Prince of Wales Theatre di Londra (1992)
- La dodicesima notte di William Shakespeare, regia di Ian Judge. Royal Shakespeare Theatre di Stratford-upon-Avon (1993)
- Peer Gynt di Henrik Ibsen, regia di John Barton. Swan Theatre di Stratford-upon-Avon (1994) e Young Vic di Londra (1995)
- Macbeth di William Shakespeare, regia di Alan Cohen. Ludlow Festival di Glasgow (1995)
- Sogno di una notte di mezza estate di William Shakespeare, regia di Adrian Noble. Swan Theatre di Stratford-upon-Avon (1994) e Theatre Royal di Newcastle upon Tyne (1995)
- The Memory of Water di Shelagh Stephenson, regia di Terry Johnson. Hampstead Theatre di Londra (1996)
- Billy Elliot the Musical, libretto di Lee Hall, musiche di Elton John, regia di Stephen Daldry. Victoria Palace Theatre di Londra (2005)
- Le allegre comari di Windsor di William Shakespeare, regia di Gregory Doran. Royal Shakespeare Theatre di Stratford (2006)
- Billy Elliot the Musical, libretto di Lee Hall, musiche di Elton John, regia di Stephen Daldry. Imperial Theatre di New York (2008)
- Company, libretto di George Furth, colonna sonora di Stephen Sondheim, regia di Jamie Lloyd. Donmar Warehouse di Londra (2010)
- Becky Shaw di Gina Gionfriddo, regia di Peter Du Bois. Almeida Theatre di Londra (2011)
- Riccardo III di William Shakespeare, regia di Sam Mendes. Old Vic di Londra Brooklyn Academy of Music di New York (2012)
- Duet for One di Tom Kempinski, regia di Robin Herford. Cambridge Arts Theatre di Cambridge (2012)
- The Audience di Peter Morgan, regia di Stephen Daldry. Gielgud Theatre di Londra (2013)
- A Little Night Music, libretto di Hugh Wheeler, musiche di Stephen Sondheim, regia di Peter DuBois. Huntington Theatre Company di Boston (2015)
- Women on the Verge of a Nervous Breakdown, libretto di Jeffrey Lane, musiche di David Yazbek, regia di Bartlett Sher. Playhouse Theatre di Londra (2015)
- L'opera da tre soldi, libretto di Bertolt Brecht, musiche di Kurt Weill, regia di Rufus Norris. National Theatre di Londra (2016)
- Coriolano di William Shakespeare, regia di Angus Jackson. Royal Shakespeare Theatre di Stratford-upon-Avon e Barbican Centre di Londra (2017)
- La via del mondo di William Congreve, regia di James Macdonald. Donmar Warehouse di Londra (2018)
- Hedda Tesman di Cordelia Lynn, regia di Holly Race Roughan. The Lowry di Chichester (2019)
- The Welkin di Lucy Kirkwood, regia di James Macdonald. National Theatre di Londra (2020)
- Renaissance di Charles Ward, regia di Emma Butler. Stephens House and Gardens di Londra (2020)
- Copenhagen di Michael Frayn, regia di Polly Findlay. Theatre Royal Bath di Bath (2021)
- Anything Goes, libretto di Guy Bolton, P. G. Wodehouse, Howard Lindsay e Russel Crouse, colonna sonora di Cole Porter, regia di Kathleen Marshall. Barbican Centre di Londra (2021)
- The Great British Bake Off, libretto di Jake Brunger, colonna sonora di Pippa Cleary, regia di Rachel Kavanaugh. Noël Coward Theatre di Londra (2023)
- When Winston Went to War with the Wireless di Jack Thorne, regia di Katy Rudd. Donmar Warehouse di Londra (2023)

## Riconoscimenti
- British Comedy Awards
  - 1991 – Candidatura alla miglior attrice comica per Drop the Dead Donkey
- British Academy Television Awards
  - 1992 – Candidatura miglior interpretazione di intrattenimento
- Laurence Olivier Award
  - 1994 – Candidatura alla miglior attrice protagonista in un musical per City of Angels
  - 2006 – Candidatura alla miglior attrice protagonista in un musical per Billy Elliot the Musical
  - 2015 – Candidatura alla miglior attrice non protagonista in un musical per Women on the Verge of a Nervous Breakdown
  - 2017 – Candidatura alla miglior attrice non protagonista in un musical per L'opera da tre soldi
  - 2024 – Miglior attrice non protagonista per When Winston Went to War with the Wireless
- Tony Award
  - 2009 – Candidatura alla miglior attrice non protagonista in un musical per Billy Elliot the Musical
- Drama Desk Award
  - 2009 – Miglior attrice non protagonista in un musical per Billy Elliot the Musical
- Outer Critics Circle Award
  - 2009 – Miglior attrice non protagonista in un musical per Billy Elliot the Musical
- Theatre World Award
  - 2009 – Miglior esordiente per Billy Elliot the Musical